# 194982 Furia
194982 Furia è un asteroide della fascia principale. Scoperto nel 2002, presenta un'orbita caratterizzata da un semiasse maggiore pari a 2,4550029 UA e da un'eccentricità di 0,2330284, inclinata di 10,20728° rispetto all'eclittica.
L'asteroide è dedicato al meteorologo italiano Salvatore Furia.